# 장성 백양사 아미타여래설법도 및 복장유물
장성 백양사 아미타여래설법도 및 복장유물(長城 白羊寺 阿彌陀如來說法圖 및 腹藏遺物)은 백양사에서 300년 넘게 전래된 불교 문화재다. 1994년 9월 도난되었으나, 2006년 9월 지금의 제자리로 환수되었다. 본존 아미타불이 여러 제자들에게 불교의 교리를 설법하는 모습을 그린 것으로, 1775년(영조 51) 백양사 극락전 아미타불상을 중수하면서 새롭게 조성한 불화다. 2021년 4월 21일 대한민국의 보물 제2123호로 지정되었다.

## 개요
본존인 아미타불을 중심으로 8대 보살과 6위의 제자, 사천왕, 2위의 팔부중(불법을 수호하는 8명의 신)을 배치하였으며, 안정되고 짜임새 있는 구도, 간결한 필치와 중후한 색감, 원만한 인물 표현 등 수화승 색민(嗇敏)의 화풍을 잘 반영하고 있는 조선 후기 대표적 불화다. 불화의 조성시기, 참여자 명단 등을 알려주는 발원문과 복장낭(불화를 조성한 뒤 불경 등 복장품을 넣는 주머니) 등 복장유물 6건도 온전하게 잘 남아 있어 18세기 후반 불화 복장 연구에 귀중한 자료를 제공해준다는 점도 인정받아 함께 보물로 지정되었다.

## 주해
1. ↑  수화승은 불화 제작에 참여한 화승집단을 이끈 역량이 가장 뛰어난 화승을 말한다.
2. ↑  색민(嗇敏)은 18세기 전라도 지역에서 활동한 승려로, 정확한 생몰년(生沒年)과 속명(俗名)은 알려지지 않았다. 당시 전국적으로 이름이 높았던 의겸(義謙)의 제자로서, 뛰어난 필력으로 대형 괘불도에서부터 소규모 칠성도(七聖圖)에 이르기까지 모든 분야의 불화를 능숙하게 그려낸 18세기를 대표하는 화승 중 한 명으로 인정된다.